# Amolops putaoensis
Amolops putaoensis — вид жаб родини жаб'ячих (Ranidae). Описаний у 2020 році.

## Назва
Вид названо на честь містечка Путао, де розташована типова місцевість.

## Поширення
Ендемік М'янми. Відомий лише в штаті Качин на півночі країни. Голотип був знайдений сидячим на гілці (приблизно 0,5 м над землею) засохлого дерева біля берега швидкоплинного струмка.